# Breathless – Immer Ärger mit Dale
Breathless – Immer Ärger mit Dale (Originaltitel: Breathless) ist eine US-amerikanische Thriller-Filmkomödie aus dem Jahr 2012 mit Gina Gershon, Kelli Giddish, Wayne Duvall, Val Kilmer und Ray Liotta.

## Handlung
Im Jahre 1981 lädt Lorna in Texas ihre Freundin Tiny zu sich ein, um über den jüngsten Banküberfall im Waldorf Savings & Loan in der Nähe zu sprechen. Als Tiny ankommt, findet sie Lornas Ehemann Dale bewusstlos auf dem Boden des Wohnzimmers vor, nachdem Lorna ihm mit einer Pfanne auf den Kopf geschlagen hat, und Lorna erläutert ihr, dass sie weiß, dass er der Bankräuber war.
Lorna und Tiny fesseln Dale, bevor sie ihn wecken, stellen ihn wegen des Raubüberfalls zur Rede und beschuldigen ihn, der Dieb zu sein. Zunächst bestreitet er, zu wissen, wovon sie reden, gibt dann jedoch zu, die Bank ausgeraubt zu haben. Lorna errät, dass Dale das geraubte Geld im eigenen Haus versteckt hat. Während sie sich darüber streiten, wie dumm es war, das gestohlene Geld in ihrem Haus zu verstecken, fuchtelt Lorna mit einer Pistole herum, die versehentlich losgeht. Der Schuss trifft Dale in den Kopf, woraufhin er verstirbt.
Lorna und Tiny schmieden nun den Plan, das Geld zu suchen und die Leiche verschwinden zu lassen. Plötzlich hören sie ein sich näherndes Fahrzeug: Es ist der örtliche Sheriff. Er bittet darum, hereinzukommen, aber Lorna lehnt die Bitte des Sheriffs mit der Begründung ab, dass er keinen Durchsuchungsbeschluss habe. Der Sheriff geht daraufhin zurück zu seinem Auto. Da sie befürchten, dass der Sheriff das Haus beobachtet, können die beiden Frauen das Haus nicht mit einer Leiche verlassen. Lorna holt ihr elektrisches Tranchiermesser heraus und erzählt Tiny, dass sie Dale in winzige Stücke schneiden will, um die Leiche zu entsorgen. Beide machen sich nun an die Arbeit, zerstückeln Dale und verwenden Säure und einen Mixer, um Dales Körper zu zerkleinern und aufzulösen. Die Leiche loszuwerden, erweist sich jedoch als viel mehr Arbeit, als die beiden Frauen erwartet hatten, und so versuchen Lorna und Tiny letztendlich, die verbliebenen Überreste in der Badewanne zu verbrennen. Zu diesem Zeitpunkt ist das Haus bereits vollständig mit Dales Blut besudelt und es scheint, dass es für sie keine Möglichkeit mehr gibt, alle Spuren zu verwischen.
Ein dem Zuschauer bisher unbekannter Mann bricht nun durch ein Fenster in das Haus ein und hält die beiden Frauen mit vorgehaltener Waffe fest. Er ist ein Privatdetektiv, den Lorna beauftragt hat, um Dale aufzuspüren. Er hat nicht nur herausgefunden, dass Dale die Bank ausgeraubt hat, sondern auch, dass er eine außereheliche Affäre mit Tiny hatte. Jetzt ist er gekommen, um sich das Geld zu holen, und bedroht hierzu die beiden Frauen. Lorna gibt vor, darüber nachzudenken, wo das Geld versteckt sein könnte, und täuscht dem Privatdetektiv vor, dass das Geld im Luftkanal zwischen den Wänden versteckt sein könnte. Lorna weiß ganz genau, dass sie ein Rattenproblem hatten und dass Dale Rattenfallen in den Luftkanälen angebracht hatte. Ihr Plan geht auf: Der Detektiv steckt seinen Arm in den Luftkanal und tastet herum, bis eine der Falle zuschnappt und seine Hand einklemmt. Während er von den Schmerzen abgelenkt ist, sticht Tiny ihm mit einem Fleischthermometer in den Hals, woraufhin er stirbt. Tiny greift sich seine Waffe und bedroht nun ihrerseits Lorna, da sie davon ausgeht, dass diese längst von der Affäre wusste. Lorna bestätigt dies und bringt Tiny dazu, sich an eine bestimmte Stelle des Hauses zu stellen, wo sie ihr buchstäblich den Boden unter den Füßen wegziehen kann, wodurch Tiny bewusstlos wird. Lorna holt das gestohlene Geld aus einer braunen Papiertüte, die unter ihren preisgekrönten Gänseblümchen vor dem Haus vergraben ist, und verlässt sich mit dem Geld, das sie im Haar zusammengerollt und mit einem Kopftuch bedeckt hat, das Haus. Zuvor jedoch schneidet sie sich selbst ihren Ringfinger ab, an dem ihr Ring steckt, und lässt ihn auf dem Boden liegen, wodurch sie den Anschein erweckt, als wäre sie ebenfalls getötet worden und der Rest ihres Körpers sei ähnlich verstümmelt worden wie Dales.
Schließlich taucht der Sheriff mit seinen Stellvertretern und einem Durchsuchungsbeschluss auf und tritt die Tür ein, um sich Zugang zu verschaffen. Als er hereinkommt, sieht er Tiny auf dem Boden neben einer Waffe liegen, und sie beginnt sich zu rühren. Nachdem er sie erschossen hat, kommen auch die weiteren Polizisten ins Haus. Dort entdecken sie das heillose Chaos mit Blut und Eingeweiden auf allen Oberflächen. Der Sheriff und die Polizisten stellen fest, dass sie unmöglich rekonstruieren werden, was passiert ist.
Dann sieht man den Sheriff wegfahren. Er wird von Lorna empfangen, die sich offenbar mit ihm verschworen hatte, Dale und Tiny zu töten und mit dem Geld zu fliehen. Der Sheriff geht in den Ruhestand, den er mit der vermeintlich verstorbenen Lorna und dem Geld verbringt.